# Sofiakathedraal (Harbin)
De Sofiakathedraal of Kathedraal van de Heilige Wijsheid van God (Chinees: 哈尔滨圣·索非亚大教堂, Hanyu pinyin: Ha'erbin Sheng Sufeiya dajiaotang) is een voormalige Russisch-orthodoxe kathedraal in een van de oudste wijken van de Chinese stad Harbin.

## Geschiedenis
De Sofiakathedraal werd oorspronkelijk gebouwd van hout in 1907, na de voltooiing van de Trans-Siberische spoorlijn in 1903, die Vladivostok verbond met Noordoost-China. De aanleiding van de bouw was de komst van een Russisch legeronderdeel in deze regio na de Russische nederlaag in de Russisch-Japanse Oorlog (1904-1905). Door de oprichting van een imposant spiritueel symbool meende men het moreel van de Russische troepen weer wat op te vijzelen.
Na de oktoberrevolutie in Rusland nam de Russische bevolking in Harbin aanzienlijk toe. In 1921 was een derde van de bewoners van de stad van Russische herkomst op een bevolkingsaantal van 300.000. Deze aanwas maakt dat de bestaande kerk te klein werd en in 1923 werd daarom begonnen met de bouw van een grotere Sofiakerk. Na negen jaar, op 25 november 1932, was de neo-byzantijnse kathedraal voltooid. Met een hoogte van 48,55 meter en plaats voor tweeduizend gelovigen werd het nieuwe bouwwerk het grootste orthodoxe bouwwerk in Oost-Azië.
Na de vestiging van de Volksrepubliek China werd de kathedraal gesloten. Alhoewel de voorgenomen vernietiging van de kathedraal niet werd uitgevoerd, werd het lege gebouw gebruikt als magazijn voor een nabijgelegen warenhuis. De ramen van de kathedraal werden dichtgemetseld en planten groeiden op het dak. Van alle kanten werd de kathedraal ingebouwd door betonnen hoogbouw. En zo bleef de Sofiakathedraal voor decennia ontoegankelijk en vanaf de straat grotendeels onttrokken aan het gezicht. Totdat de regering als onderdeel van een landelijk initiatief om historische plaatsen te beschermen de kathedraal in 1996 tot nationaal erfgoed verklaarde.

## Restauratie
Het besluit om de kathedraal tot nationaal erfgoed te verklaren leidde tot een actie in de media om fondsen te verwerven ten behoeve van de restauratie van de "verborgen" kathedraal. De donaties leverden een bedrag van 12.000.000 yuan op. In 1997 herkreeg de kathedraal haar zichtbaarheid doordat de omringende woonblokken werden gesloopt. Vervolgens werd de kathedraal gerestaureerd. De kathedraal werd nu een Gemeentelijk Museum voor Architectuur en Kunst waar de multiculturele ontwikkelingen van de architectuur van Harbin door de eeuwen heen worden geëtaleerd. Het gehele plein werd gereconstrueerd en kreeg een Europese uitstraling. De restauratie van de kathedraal was het hoogtepunt van het gemeentelijke streven om de koloniale bouwwerken van de stad door restauratie als toeristische attracties te bestemmen.

## Galerij

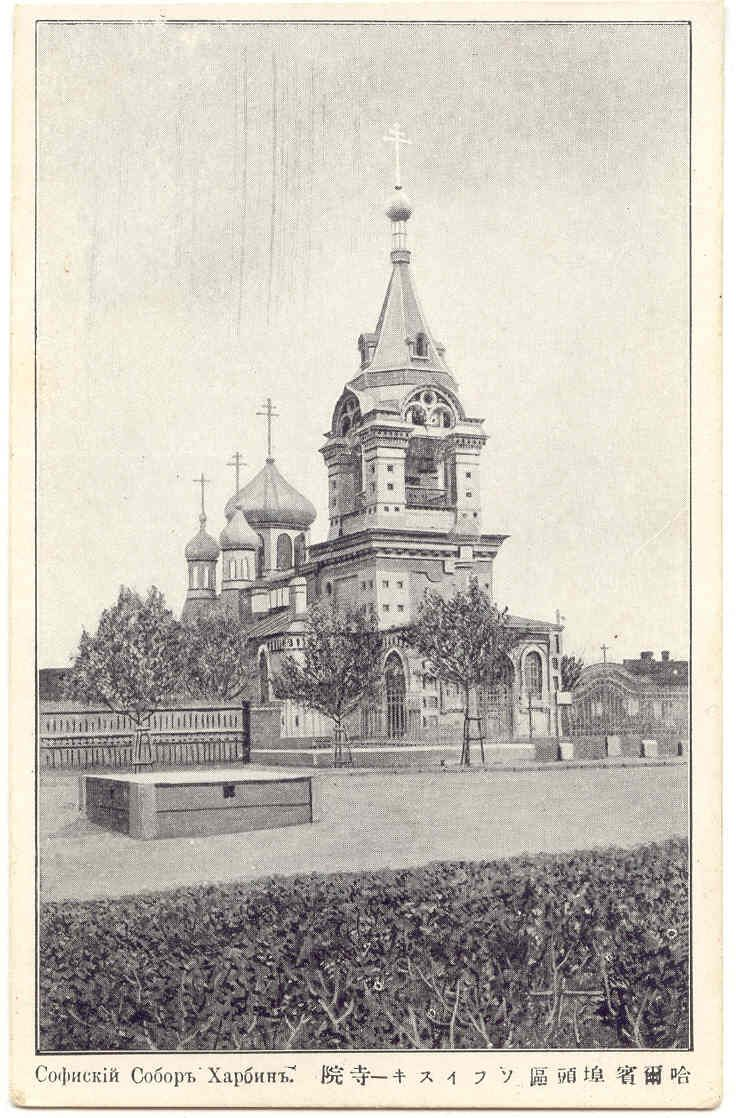
De oude Sofiakerk (1910)
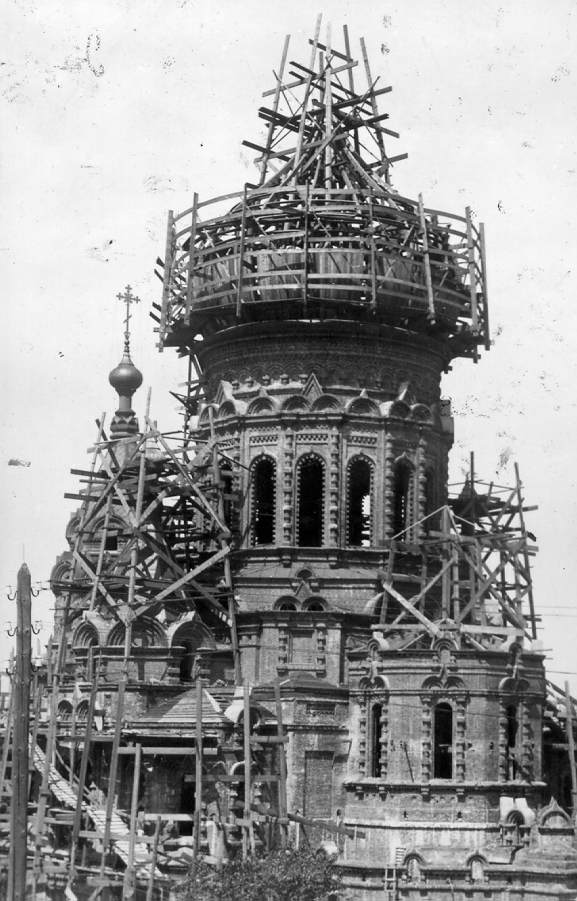
De kathedraal tijdens de bouw in 1928
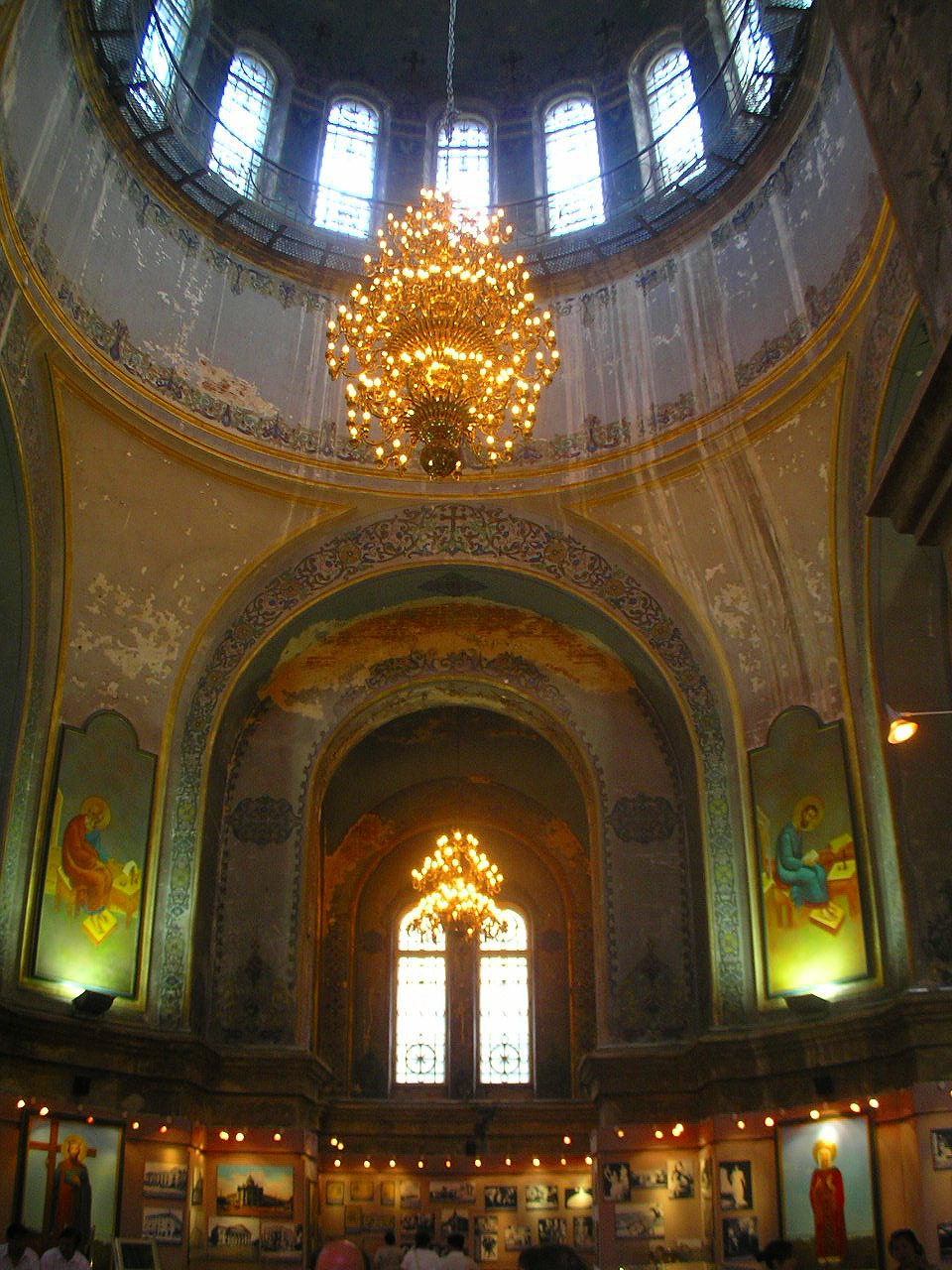
Interieur
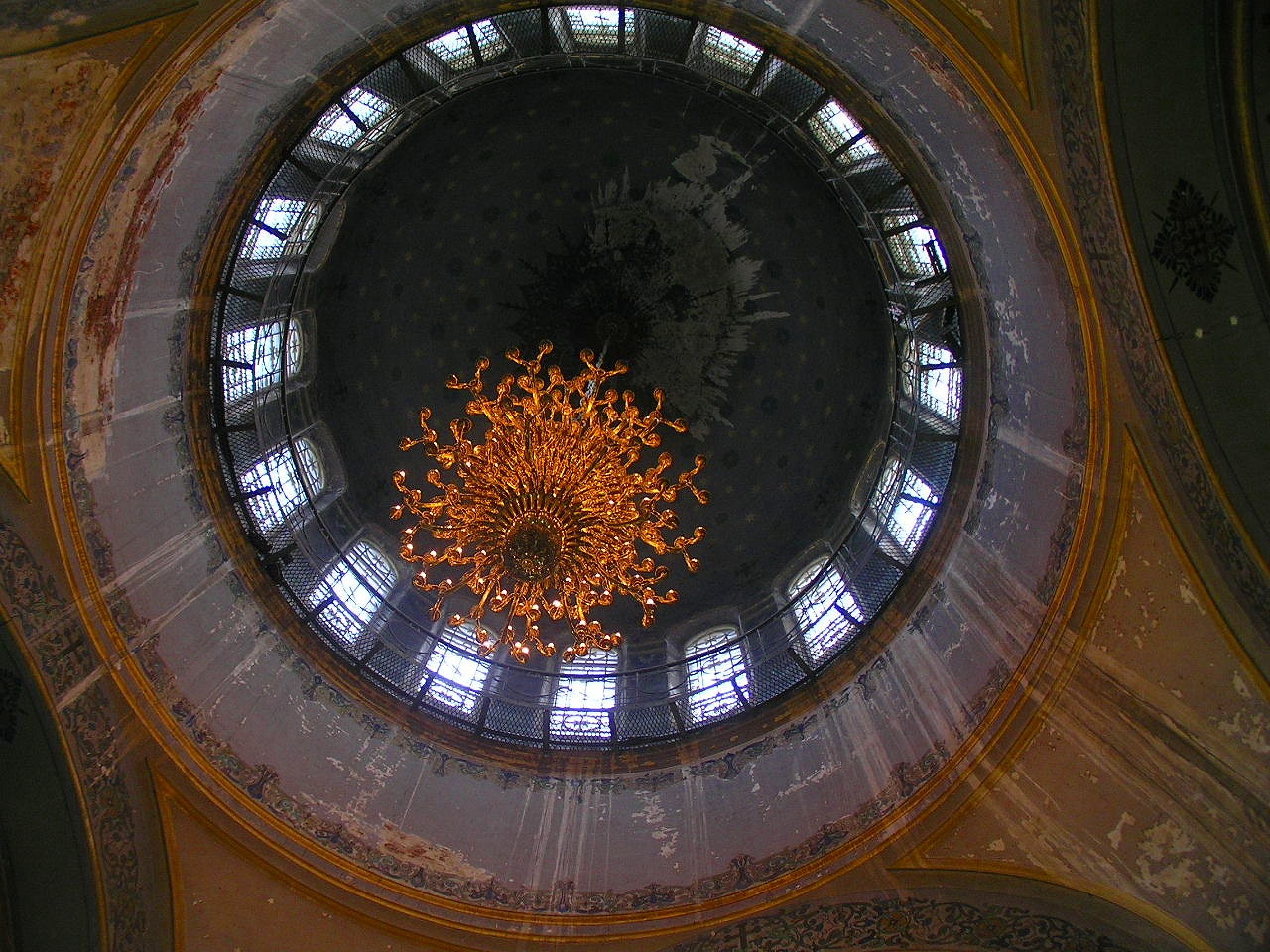
Koepel
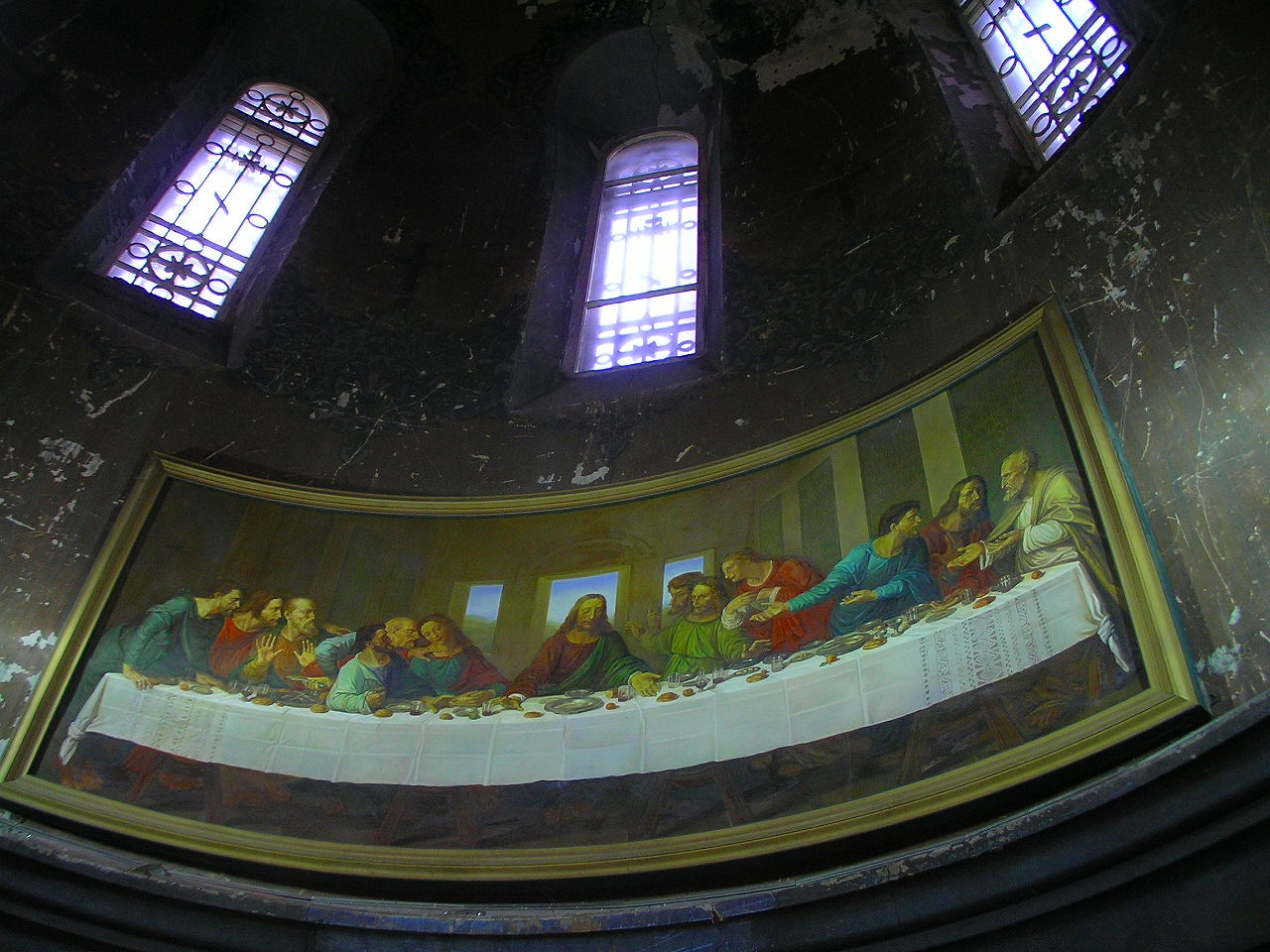
Het Laatste Avondmaal